# قانون موفري
قانون موفري هو مجموعة من الأمثال الشعبية التي تنص على أنه «إذا قمت بكتابة أي شيء ينتقد تحرير أو تدقيق نسخة، سيكون هناك خطأ من نوع ما في ما كتبته». ويحمل الاسم خطأ إملائيًا متعمدًا لقانون مورفي.
تمت أيضًا صياغة قوانين مماثلة، عادة في مجال الاتصال عبر الإنترنت، تحت مسميات منها قانون سكيت، و قانون الانتقام المكتسب لهارتمان (أو قانون الانتقام التقادمي)، والقانون الحديدي للنيتبيكينج، وقانون ماكين. وتنص المزيد من الاختلافات على أن الأخطاء في العمل المطبوع أو المنشور يتم اكتشافها فقط بعد طباعته وليس أثناء عملية التدقيق، وهذه الأخطاء مثل الأخطاء الإملائية في رسالة بريد إلكتروني مرسلة سيكتشفها المرسل فقط خلال استرجاعه اللاحق لها من صندوق «الرسائل المرسلة» لإعادة قراءتها.

## معلومات تاريخية
عرف جون بانجساند من جمعية المحررين (فيكتوريا) في أستراليا قانون موفري بأنه «التطبيق التحريري لقانون مورفي الشهير» وقام بتدوينه في عام 1992 في النشرة الإخبارية لجمعية المحررين.
والقانون الذي وضعه بانجساند ينص على:

(أ) إذا قمت بكتابة أي شيء ينتقد التحرير أو التدقيق، سيكون هناك خطأ من نوع ما في ما كتبته؛ 
(ب) إذا قام المؤلف بتقديم الشكر لك في كتاب على قيامك بعملية التحرير أو التدقيق، ستكون هناك أخطاء في الكتاب؛ 
(ج) كلما زادت قوة المشاعر التي تم التعبير عنها في (أ) و (ب)، ازداد حجم الخطأ؛
(د) أي كتاب مخصص للتحرير أو الصياغة سيكون غير متناسق داخليًا.
ويستمر في القول:
ويشير قانون موفري أيضًا إلى أنه إذا كان الخطأ في غاية الوضوح، يمكن للجميع رؤيته ما عدا أنت. سيلاحظ قرائك دائمًا وجود أخطاء في العنوان، وفي العناوين الرئيسية، وفي الفقرة الأولى لأي شيء، وفي الأسطر الأولى من الصفحة الجديدة. فهذه هي المواضع التي من المرجح أن يرتكب فيها الكتاب والمحررون والمدققون الأخطاء.
يمكن تفسير قانون موفري ليتوافق مع التعليق السابق لأمبروز بيرس:
إن فقدان البراعة أو الدقة يظهر في ممارسة أي فرد في محكمة الاستئناف الأخير، لأن جميع الكتاب، الكبار والصغار، عادةً ما يذنبون في الخفاء؛ والمتهم يدرك بابتهاج أن عمله الخاص سيقدم (كما حدث في هذا الكتاب حيث إنه قدم) العديد من «الأمثلة السيئة». («اكتبه بشكل صحيح: قائمة سوداء صغيرة بالأخطاء الأدبية» 1909)

## أمثلة
وصف ستيفن جيه دوبنير معرفته بوجود قانون موفري في قسم فريكونوميكس في صحيفة نيويورك تايمز في يوليو 2008. وكان قد اتهم مجلة ذا إيكونومست بأنها ارتكبت خطأ مطبعيًا في الإشارة إلى فطائر اللحم التي يجري بيعها في المكسيك، مدعيًا أن «الفطائر» كان يقصد بها كلمة «أغطية» بمعنى أغطية حلمة الصدر. وقد نبهه أحد القراء إلى وجود القانون، وردت عليه مجلة ذا إيكونومست بأن أرسلت إليه فطيرة اللحم.
في عام 2009، كتب رئيس الوزراء البريطاني في ذلك الوقت جوردون براون بخط اليد برقية عزاء للأم التي لقي نجلها مصرعه في أفغانستان، وقد أخطأ في كتابة لقب المتوفى. ونشرت جريدة ذا صن (جريدة تتمتع بشعبية كبيرة) مقالاً لاذعًا ينتقد عدم اهتمامه. وفي هذا المقال، أخطأت الصحيفة في كتابة الاسم نفسه واضطرت إلى نشر اعتذار من جانبها.